# United States of Eurasia
United States of Eurasia är en låt skriven av Matthew Bellamy från det brittiska rockbandet Muse och utgiven på gruppens femte studioalbum The Resistance (2009).

## Text och musik
Låten kan enkelt kategoriseras som en av bandets mest kontroversiella låtar, dels för dess vågade sound men också för de tydliga politiska åsikter som framhävs.
Låtens handling är helt och hållet baserad på boken The Grand Chessboard av Zbigniew Brzezinski och spekulerar i hur en förening av alla Europas och Asiens stater skulle yttra sig. Enligt Zbigniew måste USA hindra detta från att ske, eftersom de annars kommer att behöva utkämpa ett krig mot den nya stormakten "Eurasia" vilket i sin tur skulle leda till minimal tillgång till olja för USA:s del.

## Influenser
Kritiker har menat att låten är fullständigt plagierad på grund av de Queen-influenser som Muse framhäver vid upprepade tillfällen i låten, medan andra liksom Muse själva hävdar att man inte bör ta musiken på allt för stort allvar utan istället måste låta materialet sjunka in för att förstå den humoristiska aspekten i låten. Dessutom använder sig Muse av ett arabiskt musikstycke precis efter refrängen för att göra kopplingen mellan låtens handling och musiken tydligare.
Collateral Damage är en cover på ett klassiskt musikstycke av Chopins Nocturne i Ess-dur Op. 9 No.2. I bakgrunden till Collateral Damage kan man först höra ljudet av lekande och skrattande barn innan flygplan drar in och tystar dem.

## Utgivning
Låten var den första att släppas från albumet The Resistance i slutet av sommaren 2009, dock inte som singel, utan som en slags skattjakt kallad "Project Eurasia". Muse delade upp låten i sex lika långa delar och la dem på vars ett USB-minne som sedan gömdes i Paris, Berlin, Abu Dhabi, Moskva, Shanghai och Tokyo. Därefter fick fansen ledtrådar genom bandets hemsida för att kunna hitta USB-minnena och sedan ladda upp dem på internet för resten av världen. När låten var komplett offentliggjorde Muse att ytterligare ett USB-minne med Collateral Damage på hade placerats i New York, för att göra USA:s del i spelet tydligare.